# Ramon Fernandez (schrijver)

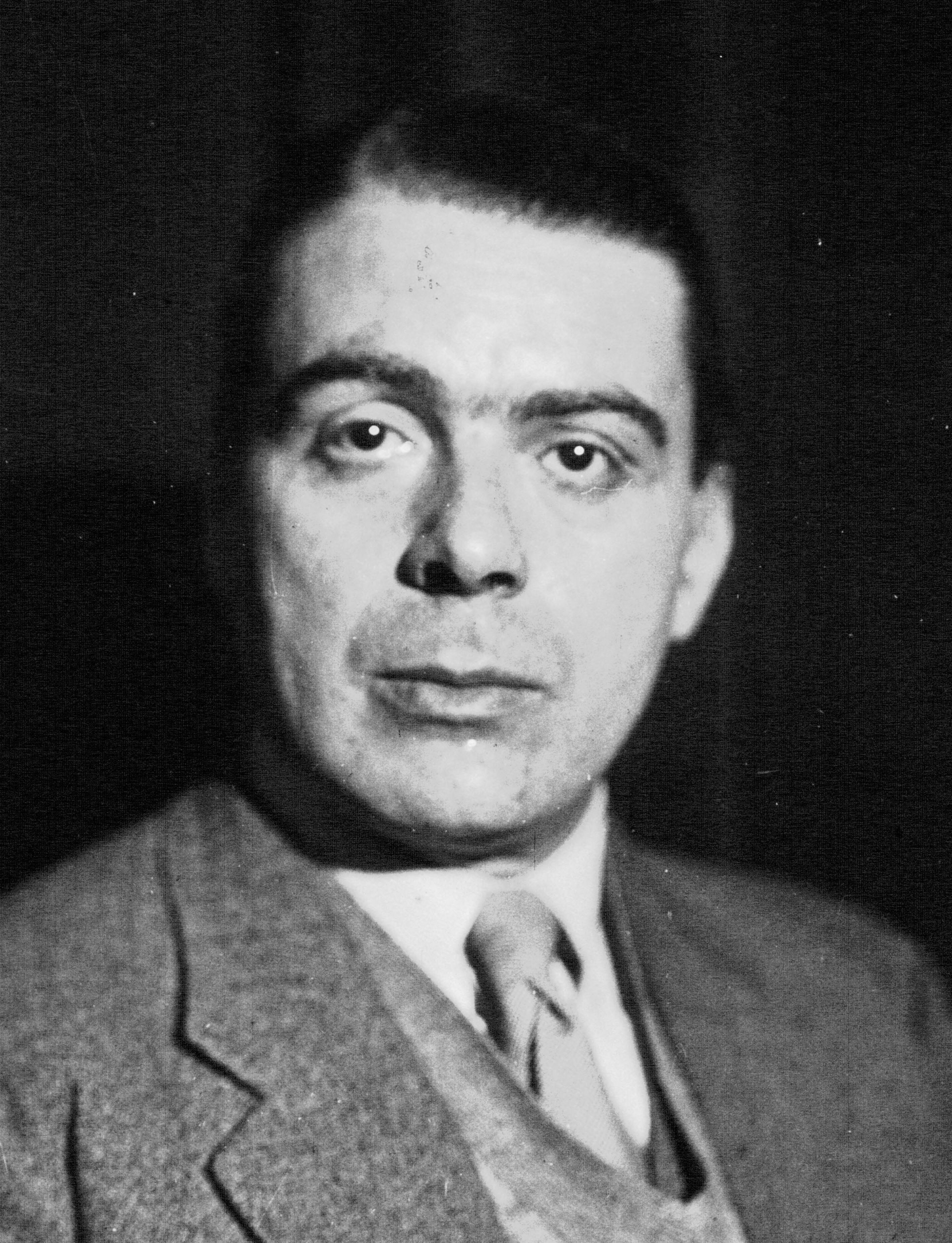
Fernandez in 1932

Ramon Maria Gabriel Fernandez de Arteaga (Parijs, 18 maart 1894 - Parijs, 2 augustus 1944) was een Frans schrijver van Mexicaanse afkomst.
Aanvankelijk socialistisch gezind evolueerde hij naar het communisme en later het fascisme. Tijdens de Tweede Wereldoorlog werkte hij mee aan collaborerende bladen en had samen met een groep Franse schrijvers een ontmoeting met propaganda-minister Goebbels. Kort voor de bevrijding stierf Fernandez aan een embolie. 
Zijn zoon, de schrijver Dominique Fernandez, is lid van de Académie Française.
- Biblioteca Nacional de España: XX1167429
- Bibliothèque nationale de France: cb11902581j (data)
- CiNii: DA03308807
- International Standard Name Identifier: 0000 0001 1025 1709
- Library of Congress Control Number: n79095340
- Nationale Bibliotheek van Tsjechië: jo2012736716
- Nationale Bibliotheek van Israël: 987007261183105171
- Nederlandse Thesaurus van Auteursnamen: 068558600
- Istituto Centrale per il Catalogo Unico: RAVV026840
- Système universitaire de documentation: 026862255
- Virtual International Authority File: 39376886
- WorldCat: E39PBJdgWCWcMF7xJvh9j8Jbh3